# فرد بريغز
فرد بريغز (بالإنجليزية: Fred Briggs)‏ (1 مايو 1908 في المملكة المتحدة - 1 أكتوبر 1985 في المملكة المتحدة) هو لاعب كرة قدم بريطاني (وحمل سابقاً جنسية المملكة المتحدة لبريطانيا العظمى وأيرلندا) في مركز الهجوم. لعب مع نادي روذرهام يونايتد ونادي ريدنغ ونادي ساوثهامبتون.